# Park Narodowy La Serranía de Chiribiquete

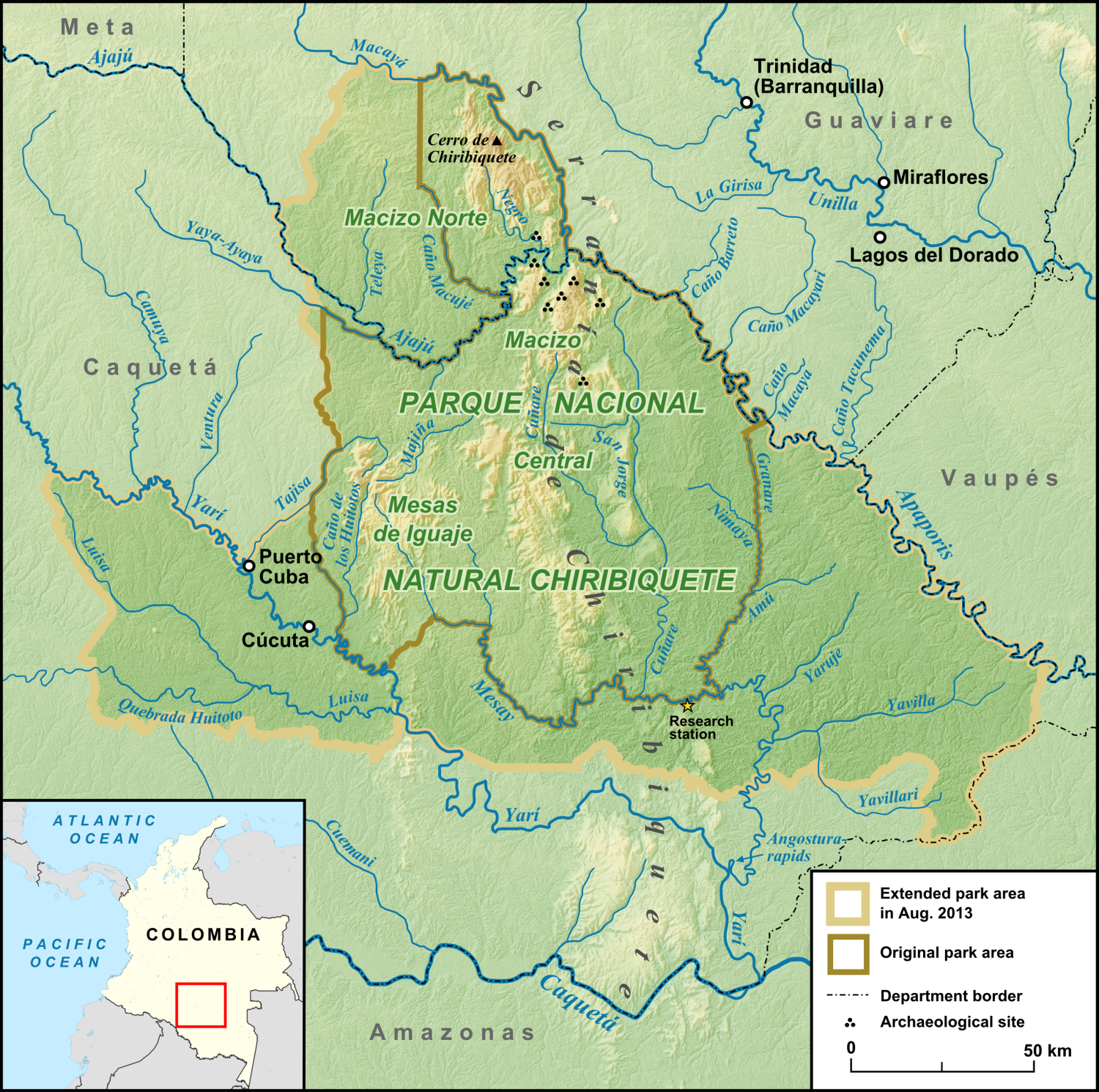

Park Narodowy La Serranía de Chiribiquete (hiszp. Parque nacional natural La Serranía de Chiribiquete) – park narodowy w południowej Kolumbii na terenie departamentów Caquetá, Guaviare i Amazonas. Utworzony został 21 września 1989 roku i ma powierzchnię 42 661,69 km². W 2008 roku został zakwalifikowany przez BirdLife International jako ostoja ptaków IBA, a od 2018 roku jest wpisany na listę światowego dziedzictwa UNESCO jako obiekt kulturowo-przyrodniczy.

## Opis
Park obejmuje w całości pasmo górskie Serranía de Chiribiquete. Na jego terenie znajdują się formacje skalne powstałe w okresie prekambryjskim oraz petroglify w liczbie około 8000 przedstawiające zarówno wizerunki ludzkie, jak i zwierzęce. Prawdopodobnie rysunki te są autorstwa ludu Carijona. Wiadome jest, że teren parku zasiedlony był przez ludzi między rokiem 450 a 1450 n.e., możliwe że nawet od 3600 lat p.n.e.
Środowiska na terenie parku są zróżnicowane, obejmują zarówno podmokłe sawanny i lasy, jak i suche lasy i górskie zakrzewienia. 
Średnia roczna temperatura wynosi +24 °C, zaś średnia roczna suma opadów 4500 mm.

## Flora
Wysokość drzew wynosi do 40 m. Są to w większości Pourouma cecropiifolia (pokrzywowate), Qualea paraensis (Vochysiaceae), Inga acrocephala (bobowate) oraz Pseudolmedia laevis (morwowate). Rosnące na terenach górskich zakrzewienia przeważnie występują na glebach piaszczystych. Osiągają wysokość 12–15 m. Są to takie gatunki, jak te z rodzaju Senefelderopsis (wilczomleczowate) i Graffenrieda fantastica (zaczerniowate).

## Awifauna
Na terenie parku występuje 26 gatunków ptaków, na podstawie których obecności teren uznano za Important Bird Area (określane są jako trigger species). Są to m.in. narażony na wyginięcie czubacz kędzierzawy (Crax alector), topazik ognisty (Topaza pyra), tukanik żółtolicy (Selenidera nattereri), skoczek żółtoczuby (Neopelma chrysocephalum), bentewi żółtogardły (Conopias parvus) i leśniak brązowogłowy (Hylophilus brunneiceps).
Żyje tu też jeden endemiczny gatunek ptaka, złocik zielony (Chlorostilbon olivaresi).

## Fauna
Na terenie parku występują liczne gatunki nietoperzy, w tym przedstawiciele rodzaju Carollia, rybak nocny (Noctilio leporinus) i Noctilio labialis. Spotkać tu też można aguti Dasyprocta fuliginosa, ariranię (Pteronura brasiliensis), wydrę długoogoniastą (Lontra longicaudis), pekari białogłowe (Tayassu pecari) oraz pumę (Puma concolor). Największym gadem w parku jest kajman okularowy (Caiman crocodilus podg. apaporiensis), prócz tego występuje tu kajman czarny (Melanosuchus niger).